# Tony Maylam
Tony Maylam (1943) è un regista e sceneggiatore britannico.

## Filmografia parziale

### Regia e sceneggiatura
- 1972 Cup Glory
- 1981 The Burning
- 1992 Detective Stone
- 2001 Phoenix Blue
- 2008 Journal of a Contract Killer